# Ludwig Friedel
Ludwig Friedel (* 10. August 1917 in Glatz, Provinz Schlesien; † 8. April 2007 in Darmstadt, Hessen), geboren als Karl Siegfried Ludwig, genannt „Friedel“, war ein deutscher Industriekaufmann, Fotograf, Bildhauer und Maler. Die Umkehrung seines Namens entstand 1943 während der Emigration durch einen Fehler und war kein selbstgewähltes Pseudonym.

## Familie

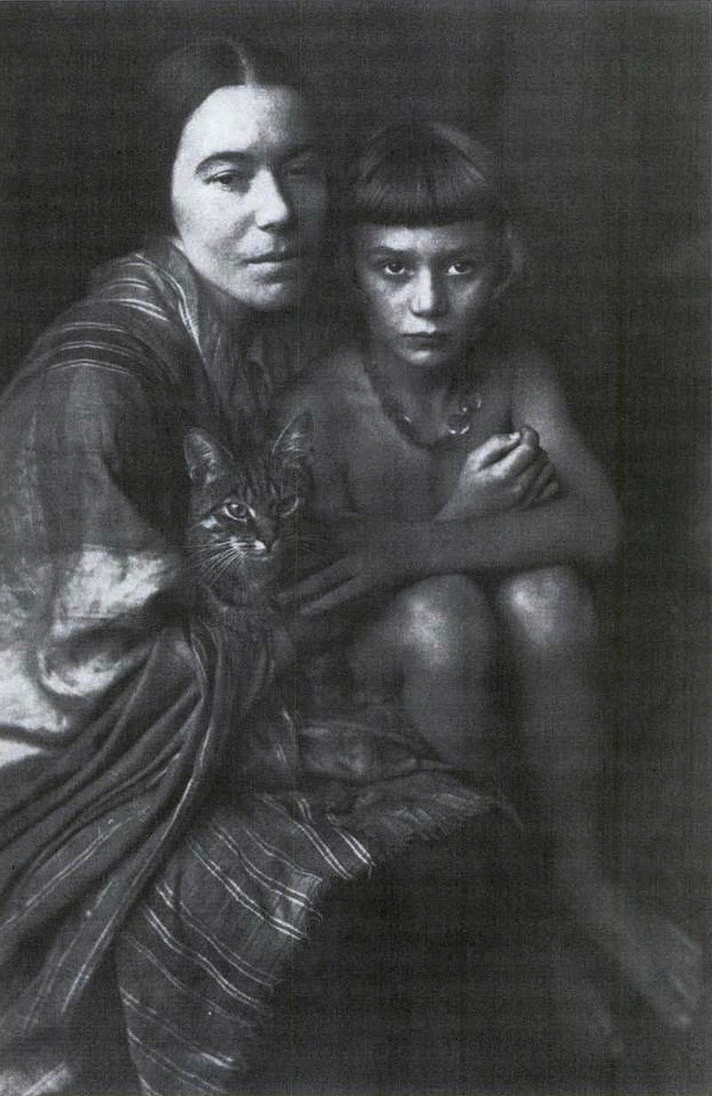
Friedel mit seiner Mutter Paula Ludwig, ca. 1924/25

Siegfried Ludwig wurde als Kind des Verlegers, Druckereimitinhabers und Offiziers Walter Rose (1881–1962) aus Neurode und der ledigen österreichischen Lyrikerin und Malerin Paula Ludwig (1900–1974) geboren. Diese hatte Rose im Sommer 1916 kennengelernt, als sie neben dessen Schwester in der Malschule von Artur Wasner (1887–1939) in Breslau Modell stand.
Friedel wurde von seiner noch sehr jungen Mutter allein aufgezogen. Erst lebte er mit ihr in einem Mütterheim in Nymphenburg, anschließend von 1918 bis 1923 in München, danach in Berlin am Halleschen Tor, später in einer Mansardenwohnung und dann in einem Hinterhaus am Kurfürstendamm. Seine Mutter musste ihn allerdings häufig in Pflege geben, zwei Jahre ins Fröbel-Haus, während sie ohne eigenen Wohnsitz war, und später privat. Ein Familienleben im herkömmlichen Sinn lernte Friedel daher nicht kennen. Sein Vater unterstützte die Mutter während dieser Zeit gelegentlich finanziell und blieb mit seinem Sohn während dessen Kindheit in sporadischem Kontakt. Als Baby wurde Friedel zusammen mit seiner Mutter mehrfach nackt in deren Armen porträtiert.

## Schule und Ausbildung

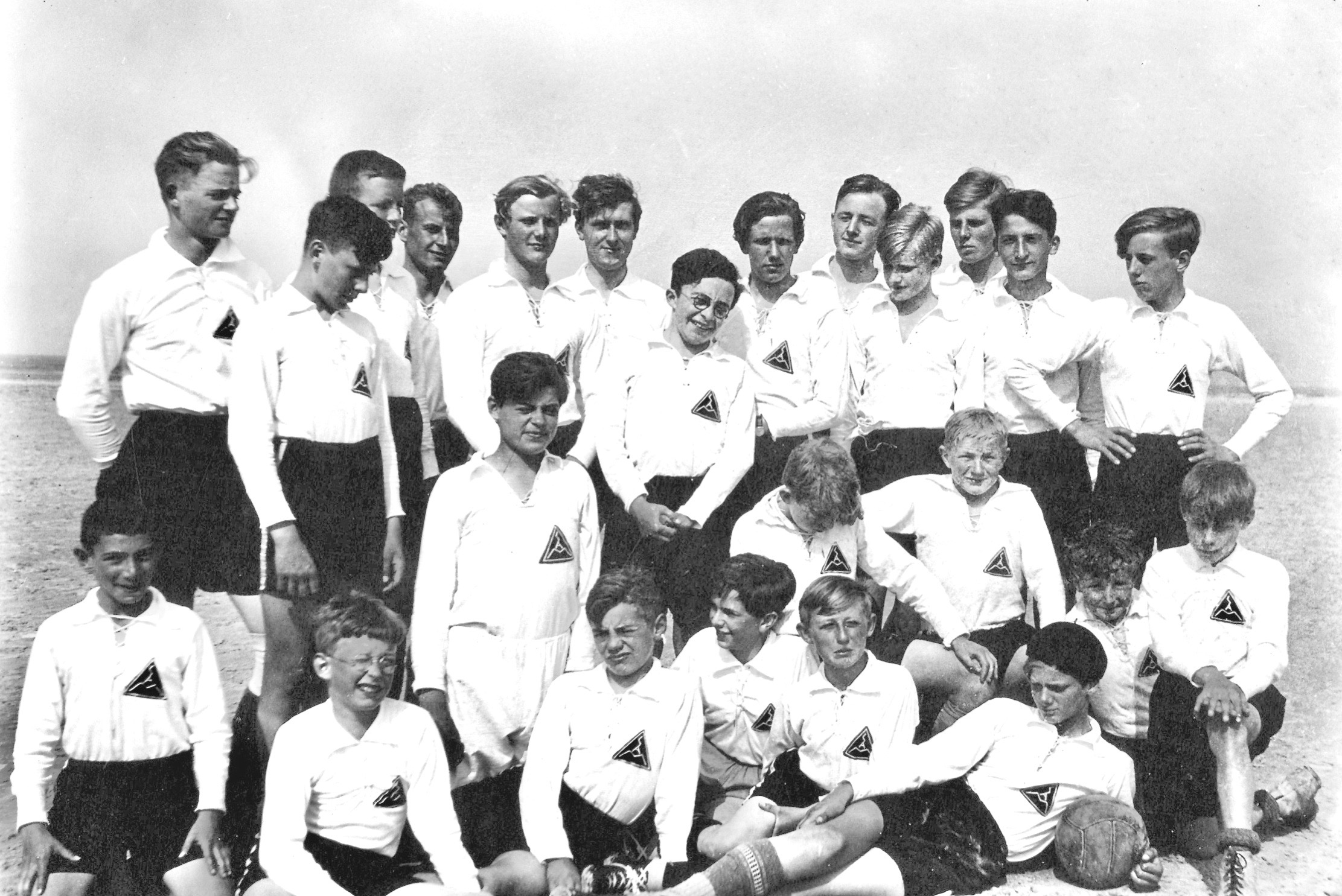
Friedel in der vorderen Reihe sitzend als 3. von links am Strand der Nordseeinsel Juist, Frühjahr 1931

Sein Vater finanzierte Friedel von 1927 bis 1934 den Besuch der von Martin Luserke gegründeten und geleiteten reformpädagogischen Schule am Meer, die stark musisch geprägt war, auf der Nordseeinsel Juist. Dort besuchte ihn seine Mutter per Schiff, begleitet von Carl Zuckmayer, einem ihrer Freunde jener Zeit, dessen älterer Bruder Eduard Zuckmayer seit 1925 an diesem als Internat geführten Landerziehungsheim lehrte. Yvan Goll berichtete seiner Ehefrau Claire am 22. Februar 1931 per Brief von Berlin nach Paris über Paula Ludwig: „[…] Sie hat auch einen Sohn von 13 Jahren, der in einer Schulgemeinde am Meer lebt. Unehelicher Sproß. […] Jetzt schreibt sie diese Gedichte an ihren Knaben.“
An der Schule am Meer lernte Friedel unter anderem seinen Schulkameraden Günther Leitz kennen, mit dem ihn später zeitlebens eine Freundschaft verband. Nachdem Luserkes Landschulheim im Frühjahr 1934 vor dem Hintergrund des Antisemitismus und der Gleichschaltung schloss, hätte der 17-jährige Friedel für die bei ihm ausstehende Reifeprüfung noch einmal auf eine andere Schule wechseln müssen, wie dies beispielsweise seine Schulkameraden Felicitas Kestner, Beate Köstlin und Oswald Graf zu Münster machten.
Angesichts veränderter schulischer Bedingungen mit dann dort zu erwartender NS-Ideologie entschloss er sich jedoch zu einer vorgezogenen Berufsausbildung. In der optischen Industrie, bei der Firma Ernst Leitz im hessischen Wetzlar, absolvierte er ab 1934 eine Ausbildung zum Industriekaufmann und Fotografen. Durch seinen Freund Günther Leitz wusste er, dass dessen Vater, der Industrielle Ernst Leitz II, linksliberal und demokratisch eingestellt war.
Während seiner Kindheit und Jugend lernte Friedel durch den großen Freundes- und teils auch Liebhaberkreis seiner Mutter viele bekannte Zeitgenossen kennen: Waldemar Bonsels, Bertolt Brecht, Robert Forster-Larrinaga, Stefan George, Yvan Goll, Ludwig Hardt, Magnus Henning, Hermann Kasack, Friedrich Koffka, Else Lasker-Schüler, die Geschwister Klaus und Erika Mann, Max Pulver, Joachim Ringelnatz, Ina Seidel, Peter Suhrkamp, Siegfried von Vegesack sowie die Brüder Eduard und Carl Zuckmayer.

## Zusatzausbildung, Emigration und Beruf
1934 übersiedelte seine Mutter in ihre Heimat Österreich; es war eine Flucht vor den Nationalsozialisten, die sie kategorisch ablehnte.
Nach dem erfolgreichen Abschluss seiner Berufsausbildung wurde Friedel zum Reichsarbeitsdienst (RAD), Abt. 2/221, ins nordhessische Frankenberg (Eder) eingezogen. Um 1938 machten sich seine Mutter und ein Teil deren Freundeskreises Gedanken um die Zukunft Friedels und überlegten, diesen nach Frankreich zu holen. Nach der deutschen Annexion Österreichs hielt sich seine Mutter in Paris auf. In der Folge wurde Friedel unter aktiver Mithilfe von Erika Mann veranlasst, das Deutsche Reich auf illegalem Weg zu verlassen. Dadurch wurde er auch fahnenflüchtig, weil er sich auf diese Weise dem Wehrdienst entzogen hatte. In Frankreich wurden Mutter und Sohn als Staatenlose anerkannt und bemühten sich um Visa für Brasilien, wo Friedels Tante Martha, die Schwester seiner Mutter, bereits seit 1936 lebte.
In Paris besuchte Friedel Bildhauerkurse an der Academie Ranson bei Aristide Maillol. Nach Frankreichs Kriegserklärung an das Deutsche Reich, die nach dem deutschen Überfall auf Polen erfolgte, kam Friedel, der sich zu dieser Zeit mit seiner Mutter in Saint-Malo aufhielt, zunächst in das nahegelegene Internierungslager Fort de la Varde in Paramé, dann in das Internierungslager Bassens bei Bordeaux. Dort konnte ihn seine Mutter noch besuchen, bevor sie selbst aufgrund ihres Gesundheitszustandes und aus Geldmangel im Frühjahr 1940 freiwillig ins Internierungslager Gurs ging. Friedel gab sie den Rat mit, er solle nach seiner Entlassung illegal über die Pyrenäen nach Spanien gehen. Nachdem die Internierten nach dem am 14. Juni 1940 erfolgten Einmarsch der Wehrmacht in Paris freigelassen wurden, befolgte Friedel diesen Rat und wurde nach Grenzübertritt sofort verhaftet. Nach einem Aufenthalt im spanischen Sammellager Irun sollte er sich im Internierungslager Miranda de Ebro registrieren und missinterpretierte den spanischen Begriff nombre als Familienname (span. apellido/apelativo). Dadurch erhielt er bei seiner Entlassung 1943 dementsprechend falsch ausgestellte Personaldokumente, die seinen Namen umkehrten und den Familiennamen zu seinem künftigen Vornamen machten. Von ehemaligen S.a.M.-Schulkameraden und weiteren Freunden erhielt er dort Lesestoff, erlernte Sprachen und malte seine Umgebung. Seiner Mutter gelang es sogar, ihn dort illegal zu besuchen.

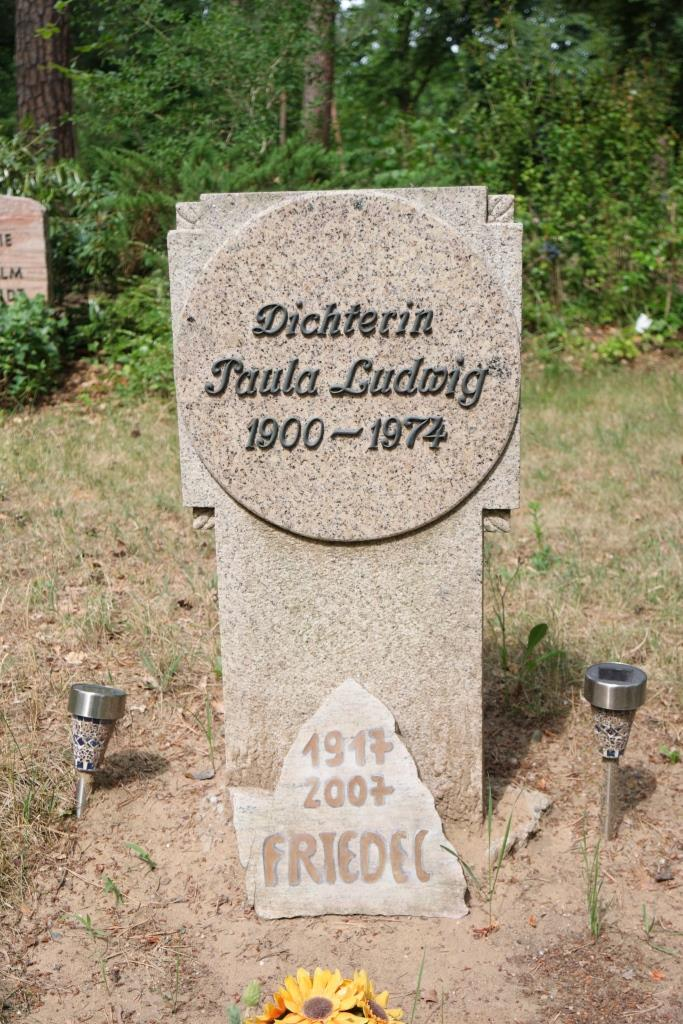
Eine an den Grabstein seiner Mutter gelehnte Tafel erinnert an Friedel

Wieder in Freiheit, wurde Friedel vom US-amerikanischen Hilfskomitee der Quäker unterstützt, arbeitete drei Jahre in Madrid als Sprachlehrer und studierte an der Real Academia de Bellas Artes in San Fernando Bildhauerei. 1946 gelang es, ihm ein Dauervisum für Brasilien zu beschaffen. Dafür allerdings mussten erst seine Dokumente, die ihn als Industriekaufmann auswiesen, in die eines in Brasilien begehrten Technikers umgewandelt werden. Er erreichte im Dezember 1946 Rio de Janeiro, wo er von seiner Mutter empfangen wurde und in der Folge als selbständiger Fotograf arbeitete. Ende 1947 zog er zu seiner Mutter nach São Paulo.
1956 kehrte Friedel aus Brasilien nach Deutschland zurück, wo er bei seinem ehemaligen S.a.M.-Schulkameraden und Freund Günther Leitz in Wetzlar genau dort Arbeit fand, wo er seine Ausbildung gemacht hatte. Als in Fachkreisen bekannter Leica-Fotograf lehrte er u. a. an der Leica Akademie und bildete Fotografen aus. In dem in mehreren Sprachen publizierten Periodikum Leica Fotografie (heute: LFI) wurden vor allem in den ausgehenden 1950er und den 1960er Jahren eine Vielzahl seiner Aufnahmen abgedruckt, auch in Literatur zur Fotografie. Bis 1970, kurz nach dem Tod von Günther Leitz, lebte er zusammen mit seiner Mutter in Wetzlar, bevor beide nach Darmstadt umzogen. Noch 2005 zeigte eine Ausstellung in Idstein seine fotografischen Werke. Ein Foto während dieser Ausstellung zeigt den 88-jährigen Friedel mit seiner Leica.
89-jährig verstarb er. Auf dem Waldfriedhof Darmstadt erinnert eine an das Grabmal seiner Mutter gelehnte gebrochene Tafel an ihn.

## Ausstellung
- 2005 – Ludwig Friedel – Im Lande der Edelsteine. 28. Juli bis 28. August 2005 im Speicher, Idstein